# Euricius Cordus
Euricius Cordus ( 1486-24 de diciembre de 1535) fue un poeta, médico y botánico alemán. Nació en Sintshausen, cerca de Frankenberg, en una familia cuyo apellido se ignora y recibió el nombre de Heinrich. Desde joven Heinrich componía poemas que firmaba con el pseudónimo de Ricius. Un amigo y admirador le antepuso la partícula laudatoria "eu" a ese nombre, por lo que -a partir de ese momento- adoptó el pseudónimo de "Euricius". Como era el decimotercer y último hijo de sus padres, se le llamaba "Cordus" (en latín, "el último") por lo que se lo conocería más tarde con ese nombre: Euricius Cordus.
A los 33 años decidió estudiar medicina en Ferrara, donde se doctoró en 1521. En esa profesión se volvió rápidamente famoso, ejerciendo como profesor en varias universidades, hasta su muerte en Bremen. Cordus escribió numerosas obras médicas y era un tenaz adversario de las supersticiones. También se ocupó extensamente de la Botánica, publicando una importante obra llamada Botanologicon en 1534. Contribuyó también a la formación científica de su hijo, el también botánico Valerius Cordus (1514-1544).

## Honores
- Premio más importante de la Facultad de Medicina de la Universidad Philipps: la Medalla Euricius Cordus

### Epónimos
- (Boraginaceae) Cordia L. ex Plum.[1]